# Cryptocanthon urguensis
Cryptocanthon urguensis là một loài bọ cánh cứng trong họ Bọ hung (Scarabaeidae).